# Riseberga (plaats)
Riseberga is een plaats in de gemeente Klippan in het Zweedse landschap Skåne en de provincie Skåne län. De plaats heeft 109 inwoners (2005) en een oppervlakte van 23 hectare. Riseberga ligt aan de rivier de Rönne å en wordt omringd door zowel landbouwgrond als bos. In de plaats ligt de uit de 17de eeuw stamde kerk Riseberga kyrka.
Klippan · Ljungbyhed · Östra Ljungby · Stidsvig · Klippans bruk · Krika · Riseberga · Allarp · Skäralid · Källna · Tornsborg · Färingtofta · Bonnarp · Gråmanstorp · Forsby